# Jennifer Simpson
Jennifer Simpson (född Barringer), född 23 augusti 1986 i Webster City, Iowa, är en amerikansk friidrottare som tävlar i hinderlöpning.
Barringer deltog vid VM 2007 i Osaka men tog sig då inte vidare till finalen. Hon deltog även vid Olympiska sommarspelen 2008 och slutade då på nionde plats. Hennes tid från finalen 9.22,26 var inte bara nytt personligt rekord utan även nordamerikanskt rekord på distansen.